# Ferrari SF90 Stradale
Ne doit pas être confondu avec la Ferrari SF90.
La Ferrari SF90 Stradale (Stradale, routière, en italien) est une supercar de grand tourisme hybride rechargeable du constructeur automobile italien Ferrari. Présentée en 2019 chez Ferrari à Maranello, son nom fait référence aux 90 ans de la Scuderia Ferrari (SF) fondée en 1929, et à la Formule 1 Ferrari SF90 de 2019.

## Présentation

### Coupé

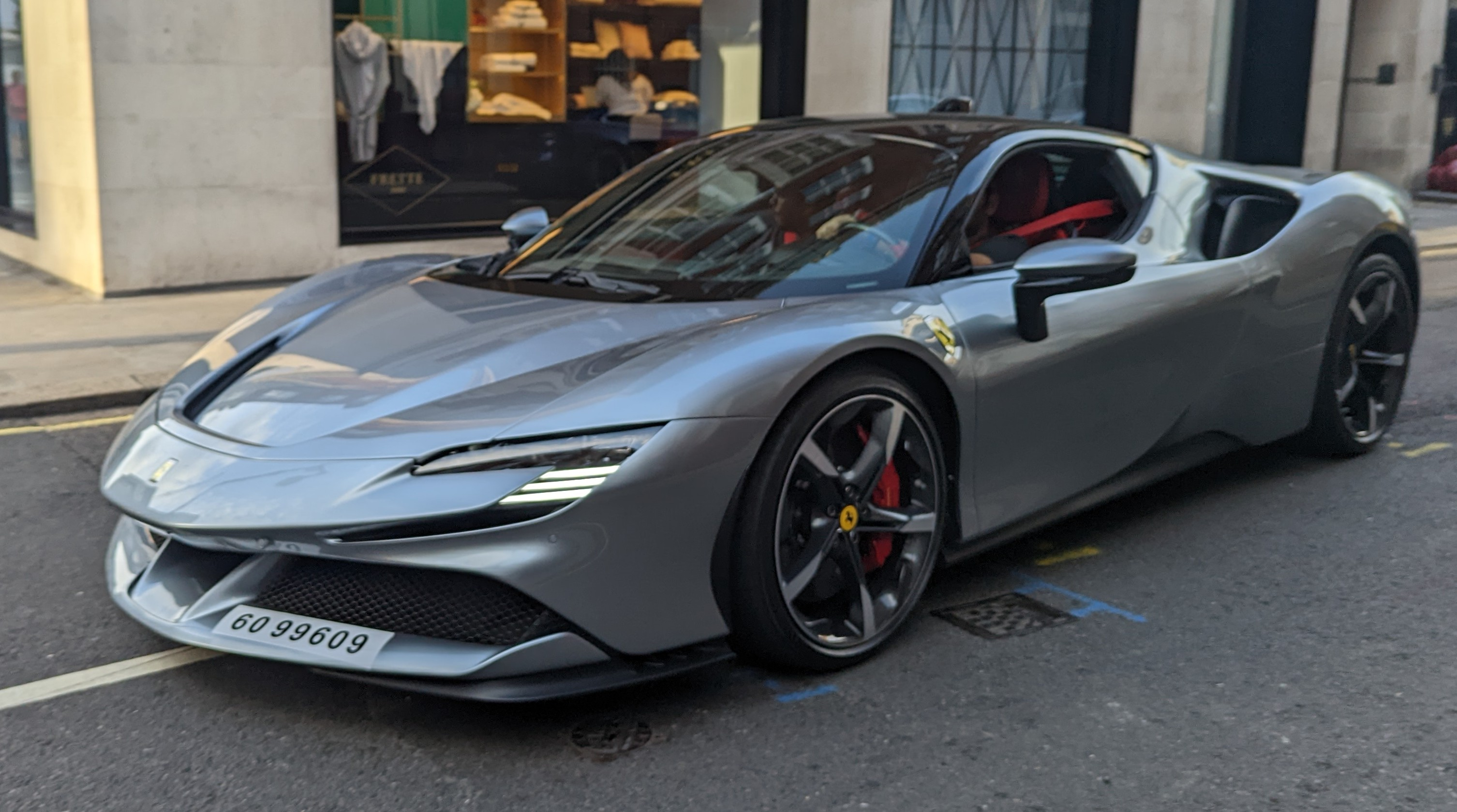
Vue avant.

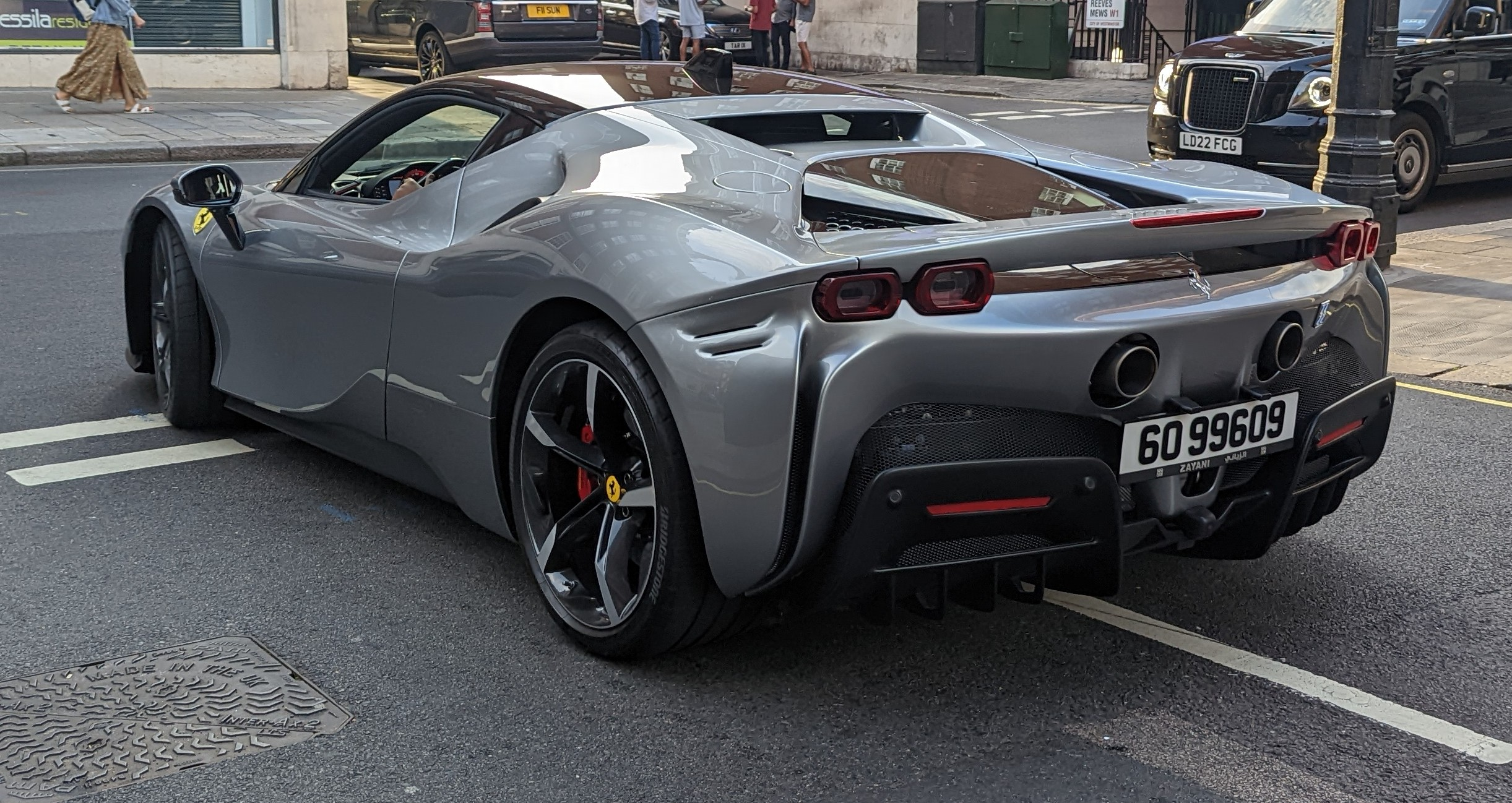
Vue arrière.

La Ferrari SF90 Stradale est présentée le 29 mai 2019 sur le circuit de Fiorano de l'usine Ferrari de Maranello et de la Scuderia Ferrari, entre autres par Piero Ferrari et John Elkann. Hasard du calendrier, la SF90 Stradale est présentée au moment de l'enterrement à Vienne (Autriche) de Niki Lauda, triple Champion du Monde de Formule 1 dont 2 fois avec la Scuderia Ferrari, décédé le 20 mai 2019.
La SF90 Stradale (code interne F173) est le premier modèle hybride rechargeable de série du constructeur au cheval cabré, (la supercar Ferrari LaFerrari, qu'elle remplace, est équipée d'un système électrique de récupération de l'énergie cinétique qui n'a qu'une fonction de boost et n'est pas rechargeable). La SF90 Stradale est produite en série à Maranello à partir de décembre 2019 (livrée à partir du premier semestre 2020) jusqu'en 2024.

### Spider
La SF90 Spider, version cabriolet de la SF90 Stradale, devait être présentée au salon international de l'automobile de Genève 2020 mais celui-ci a été annulé à cause de la pandémie de Covid-19. Elle est présentée le 12 novembre 2020. La SF90 Spider pèse 1 670 kg, soit 100 kg de plus que le coupé. Elle reçoit un toit rigide à ouverture et fermeture électrique dont la manœuvre demande 14 s.

### SF90 XX
Ferrari dévoile le 29 juin 2023 les versions radicales SF90 XX Stradale et SF90 XX Spider en hommage au programme XX de la marque au cheval cabré qui a développé jusqu'à présent des voitures utilisables sur circuit uniquement. Ce qui en fait la première voiture "extrême" homologuée sur route. Seuls 799 exemplaires coupés et 599 exemplaires Spider seront produits.
La puissance du moteur thermique monte à 797 ch et celle des électromoteurs passe à 233 ch cumulés, soit une puissance totale de 1 030 ch pour 804 N m de couple.

## Design
Conçue par l'équipe design Ferrari du chef designer Flavio Manzoni, son design est inspiré des Ferrari 488 GTB, et des derniers projets du département spécial « One-Off » de la marque, à savoir les Ferrari J50 et Ferrari SP38. Elle adopte une nouvelle forme stylistique de feux arrière de forme carrée, et ses sorties d'échappement sont relevées au-dessus du diffuseur arrière.

## Caractéristiques techniques
Cette Ferrari hybride est bâtie sur un nouveau châssis constitué d'aluminium et de fibre de carbone. Sa boîte de vitesses automatique à double embrayage comprend huit rapports mais pas de marche arrière, celle-ci est exécutée par les moteurs électriques avant. À bord, l'instrumentation est entièrement numérique avec un écran de 16 pouces incurvé comprenant la navigation combinée à un affichage tête haute sur le pare-brise.

### Motorisation
La SF90 utilise un système hybride parallèle doublé de type rechargeable avec :
- deux moteurs électriques triphasés synchrones à aimants permanents de 99 kW (135 ch) et 85 N m de couple placés sur l'essieu avant (un par roue), et
- un groupe hybride parallèle sur l'essieu arrière comprenant un moteur à combustion interne (MCI) V8 4 litres essence bi-turbo de 780 ch et 800 N m de couple[12] et un moteur électrique discoïde à flux axial. Ce dernier est un électromoteur synchrone triphasé à aimants permanents de 150 kW (204 ch) et 266 N m de couple de type MGU-K (Motor Generator Unit - Kinetic), dérivé de la Formule 1 SF90. Pour la première fois il est placé entre le MCI et la boite de vitesses, et est solidaire du moteur (sans embrayage). Il ne sert donc pas en mode purement électrique. Le moteur thermique est dérivé du V8 F154 de la Ferrari F8 Tributo, réalésé de 3,9 litres à 4 litres.

Les trois moteurs électriques fournissent 162 kW de puissance pour une puissance cumulée avec le MCI de 735 kW, soit 1000ch.
La voiture possède quatre modes de fonctionnement :
- e-Drive : traction électrique sans moteur thermique, jusqu'à 135 km/h : les deux moteurs électriques situés sur les roues avant sont les seuls à entraîner la voiture (le moteur électrique du groupe hybride parallèle, solidaire du moteur ne peut fonctionner en mode 100% électrique) ;
- Hybrid : association des moteurs électriques à l'avant et du groupe hybride parallèle pour optimiser la consommation (mode par défaut) ;
- Performances : mode sportif avec utilisation maximale du moteur thermique et batterie constamment chargée pour aider lors des accélérations ;
- Qualify : mode circuit avec utilisation de l'hybride comme système boost.

### Batterie
L'ensemble moto-propulseur électrique est alimenté par une batterie Lithium-ion, produite en Corée du Sud par SK Innovation, d'une capacité de 7,9 kWh lui permettant d'effectuer 25 km en traction électrique. L'ensemble moteurs électriques et batterie pèse 270 kg, dont 72 kg pour la batterie.
| Logo de Ferrari              | SF90                                                              | SF90                                                              | SF90 XX                                                           | SF90 XX                                                           |
| Logo de Ferrari              | Stradale                                                          | Spider                                                            | Stradale                                                          | Spider                                                            |
| ---------------------------- | ----------------------------------------------------------------- | ----------------------------------------------------------------- | ----------------------------------------------------------------- | ----------------------------------------------------------------- |
| Moteur                       | V8 à 90° bi-turbo                                                 | V8 à 90° bi-turbo                                                 | V8 à 90° bi-turbo                                                 | V8 à 90° bi-turbo                                                 |
| Cylindrée (cm3)              | 3 990                                                             | 3 990                                                             | 3 990                                                             | 3 990                                                             |
| Puissance maximale (ch) [kW] | thermique : 780 [574] électrique : 220 [161] cumulée : 1000 [735] | thermique : 780 [574] électrique : 220 [161] cumulée : 1000 [735] | thermique : 797 [586] électrique : 233 [171] cumulée : 1030 [757] | thermique : 797 [586] électrique : 233 [171] cumulée : 1030 [757] |
| au régime de (tr/min)        | 7 500                                                             | 7 500                                                             | 7 900                                                             | 7 900                                                             |
| Couple maximal (N m)         | thermique : 800 électrique : 266 cumulé : 1070                    | thermique : 800 électrique : 266 cumulé : 1070                    | thermique : 804 électrique : 266 cumulé : 1074                    | thermique : 804 électrique : 266 cumulé : 1074                    |
| au régime de (tr/min)        | 6 000                                                             | 6 000                                                             | 6 000                                                             | 6 000                                                             |
| Boîte de vitesses            | Robotisée à double embrayage 8 rapports (F1 DCT8)                 | Robotisée à double embrayage 8 rapports (F1 DCT8)                 | Robotisée à double embrayage 8 rapports (F1 DCT8)                 | Robotisée à double embrayage 8 rapports (F1 DCT8)                 |
| Transmission                 | Intégrale                                                         | Intégrale                                                         | Intégrale                                                         | Intégrale                                                         |
| Vitesse maximale (km/h)      | 340                                                               | 340                                                               | 350                                                               | 350                                                               |
| 0-100 km/h (s)               | 2,6                                                               | 2,6                                                               | 2,4                                                               | 2,4                                                               |
| 0-200 km/h (s)               | 6,7                                                               |                                                                   | 6,5                                                               | 6,6                                                               |
| Masse à vide (kg)            | 1540                                                              | 1670                                                              | 1560                                                              | 1660                                                              |
| Consommation (L/100 km)      | 6,1                                                               |                                                                   |                                                                   |                                                                   |
| Émissions de CO2 (g/km)      | 154                                                               | 149                                                               |                                                                   |                                                                   |
| Capacité du réservoir (L)    | 68                                                                | 68                                                                | 68                                                                | 68                                                                |
| Dimensions des pneumatiques  | Avant : 255/35 ZR 20 Arrière : 315/30 ZR 20                       | Avant : 255/35 ZR 20 Arrière : 315/30 ZR 20                       | Avant : 255/35 ZR 20 Arrière : 315/30 ZR 20                       | Avant : 255/35 ZR 20 Arrière : 315/30 ZR 20                       |
| Batterie                     |                                                                   |                                                                   |                                                                   |                                                                   |
| Type                         | Lithium-ion                                                       | Lithium-ion                                                       | Lithium-ion                                                       | Lithium-ion                                                       |
| Capacité (kWh)               | 7,9                                                               | 7,9                                                               | 7,9                                                               | 7,9                                                               |
| Autonomie (km)               | 25                                                                | 25                                                                | 25                                                                | 25                                                                |

## Ferrari SF90 Assetto Fiorano
La déclinaison Assetto Fiorano de la SF90 Stradale est une version configurable en option à la demande et orientée pour la piste.
Elle est équipée d'amortisseurs Multimatic spécifiques dérivés des courses de série GT, d'un aileron arrière en fibre de carbone, de pneus semi-slicks Michelin Pilot Sport Cup2, de panneaux en carbone (soubassement et contre-portes) et d'un échappement en titane, pour un poids inférieur de 21 kg à la version de série. Une livrée bicolore dédiée est disponible en option. Elle est également équipée de trois rainures situées sur la vitre arrière du moteur, la distinguant de la SF90 Stradale normale.

## Récompense
- Gold Award aux iF Design Awards 2020, dans la catégorie véhicule de production (Product category)[18],[19].